# Comuna Popivți, Volociîsk
Popivți (în ucraineană Попівці) este o comună în raionul Volociîsk, regiunea Hmelnîțkîi, Ucraina, formată din satele Cervonîi Kut, Jovtneve, Popivți (reședința) și Velîki Jerebkî.

## Demografie
Componența lingvistică a comunei Popivți
     Ucraineană (99%)
     Alte limbi (1%)
Conform recensământului din 2001, majoritatea populației comunei Popivți era vorbitoare de ucraineană (99%), existând în minoritate și vorbitori de alte limbi.